# Найт, Том
Том Найт — американский биолог в области синтетической биологии, программист, предприниматель. Найт работал ведущим научным исследователем в Лаборатории Компьютерной науки и искусственного интеллекта Массачусетского технологического института (MIT), на факультете инженерных наук MIT.
Признается «крестным отцом» синтетической биологии..В 2003 году от лица MIT представил, ставший впоследствии ведущим, стандарт синтетической биологии BioBrick.
На данный момент Найт является сооснователем компании Ginkgo Bioworks в области синтетической биологии, основанной в 2008 году, которая своими разработками смогла привлечь более 100 млн. $ инвестиций.

## Биография
Том впервые попал в MIT в возрасте 14 лет. Несмотря на то, что он начал получать высшее образование в MIT в обычные 18 лет, он уже посещал курсы по программированию и органический химии ещё будучи школьником, потому что он жил рядом с университетом

### Работы в области электроники и информационных технологий
С 60-х по 90-е годы работал ведущим научным исследователем в Лаборатории Компьютерной науки и искусственного интеллекта Массачусетского технологического института, где внес значительный вклад в области информационных технологий. В список его ранних работ входят: конструирование ранних версий аппаратного обеспечения для сети ARPANET, разработка версии операционной системы для Lisp машины под лицензией BSD и другие работы.

### Работы в области синтетической биологии
Ещё в начале 1990-х распознал применимость методов разработки компьютерных систем в области биологии. Найт начал процесс самообучения молекулярной биологии и генетике, с поставленной целью научиться перепрограммировать живые организмы, чтобы с их помощью создавать новые объекты молекулярных размеров. Основываясь на своем опыте проектирования и создания с нуля компьютерных систем, он запланировал применить достижения компьютерных наук к биоинженерии, по аналогии с тем, как это уже сделано человечеством в областях физики и электроники.
В 2001 году в MIT была создана Группа синтетической биологии, которая состояла из Найта, Дрю Энди и Ренди Ретберга, ранее работавшего руководителем в Sun и Apple. В 2003 году группа создала курс синтетической биологии в MIT. Рынок коммерческого производства синтетических генов уже появился в это время. Несмотря на то что никто из студентов не смог самостоятельно создать BioBrick в течение 2003 года, удовлетворенность студентов привела к возможности продолжении курса на протяжении 2004 года. Благодаря успешной демонстрации инструментов и методов в этот раз студентам удалось создать свои BioBrick и сделать вклад в Реестр Стандартных Биологических частей. Некоторые этих частей получили большую популярность в дальнейшей разработке BioBrick.
В конце 2003 года Национальный научный фонд США выдал группе грант на расширение проведения данных курсов в 5 учебных заведениях. Летом 2004 года соревнования iGEM были запущены со списком участников из 5 университетов: Бостонский университет, Калифорнийский технологический институт, Массачусетский технологический институт, Принстонский университет, Техасский университет в Остине.
В соревнованиях iGEM 2015 приняло участие 5018 участников (280 команд) из 38 стран , в iGEM 2017: 5400 участников (310 команд). В 2018 году в Каталоге частей BioBrick было уже более 20000 задокументированных генетических частей. Данные части доступны для свободного использования командам iGEM и академическим лабораториям .